# Helmut Quirini
Helmut Quirini (* 14. Mai 1912 in Köln; † 1992) war ein deutscher Jurist und Vorsitzender der 1. Strafkammer des Landgerichts Bonn. In der frühen Bundesrepublik wurden unter seinem Vorsitz eine Reihe von spektakulären Prozessen um Persönlichkeiten der damaligen Bundeshauptstadt verhandelt, weswegen Quirini zeitweise als „Prominentenrichter“ bezeichnet wurde. Quirini wurde durch seine Verhandlungsführung und eine gewisse Affinität zur Presse Gegenstand von Kontroversen, die auch einen politischen Hintergrund hatten. Vor allem der Spiegel nahm zeitweise ein lebhaftes Interesse an der Person Quirinis.

## Leben
Der 1912 geborene Quirini wurde nach dem Studium zunächst Richter in seiner Kölner Heimat, aber schon bald von der Wehrmacht eingezogen. Als Soldat, zuletzt im Dienstgrad eines Feldwebels, erlitt er schwere Erfrierungen, infolge derer ihm fast alle Zehen amputiert werden mussten. Er wurde deswegen als nicht mehr fronttauglich in die Heimat zurückgeschickt. Hier wurde er für kurze Zeit auch als Richter am Sondergericht in Köln tätig.
Nach dem Krieg avancierte er 1955 zum Landgerichtsdirektor am Landgericht Köln. Diese Position behielt er bis zu seinem altersbedingten Eintritt in den Ruhestand im Jahre 1977. Quirini war verheiratet und hatte zwei Kinder.

## Bedeutende Verfahren

### Hallstein-Verfahren
Besondere Aufmerksamkeit erregte der Korruptionsprozess gegen Walter Hallstein und Werner Blankenhorn. Obwohl Hallstein schließlich freigesprochen wurde, fiel das Verfahren durch die starke Beteiligung der Presse und die Zulassung von Fernsehkameras auf, was später ein starkes Argument gegen das Gerichtsfernsehen, also für ein Filmverbot bei Gerichtsverhandlungen wurde.

### Loeffelholz-Verfahren
1959 musste sich Oberst i. G. Burkhard Freiherr Loeffelholz von Colberg, damals Mitarbeiter im Bundesverteidigungsministerium, wegen Korruption vor dem Landgericht Bonn verantworten. Loeffelholz wurde vor allem vorgeworfen, Zuwendungen von Industriellen entgegengenommen zu haben, während er im Amt Blank, dem Vorläufer des Verteidigungsministeriums für die Beschaffung von Rüstungsgütern zuständig war. Das Strafverfahren wurde wiederum vor der 1. Strafkammer unter dem Vorsitz von Quirini geführt. Der damalige Justizminister des Landes Nordrhein-Westfalen, Otto Flehinghaus, nahm dieses Verfahren noch vor dessen Abschluss zum Anlass einer Art „Richterschelte“, als er in der Rheinischen Post einen Artikel über Richter im Scheinwerferlicht veröffentlichte, allerdings ohne Quirinis Namen explizit zu nennen. Dies nahm Der Spiegel zum Anlass einer umfangreichen Titelgeschichte („Der Spesen-Richter“) in der Ausgabe 36/1959, in der er für Quirini Partei ergriff.

### Kilb-Verfahren
Die 1. Strafkammer war zunächst auch für das Verfahren gegen den Vertrauten Konrad Adenauers, Hans Kilb, zuständig. Eine im laufenden Geschäftsjahr vorgenommene Änderung des Geschäftsverteilungsplans führte jedoch dazu, dass Quirini dieses Verfahren entzogen wurde. Die danach zuständige 7. Strafkammer beschloss, das gerichtliche Verfahren nicht zu eröffnen. Diese Entscheidung wurde durch das Oberlandesgericht Köln bestätigt. Die Vorgänge um die Geschäftsverteilung in dieser Sache wurden 1961 Gegenstand einer parlamentarischen Untersuchung, die aber folgenlos blieb.